# 28. април
28. април (28.04) је 118. дан у години по грегоријанском календару (119. у преступној години). До краја године има још 247 дана.

## Догађаји
- 1789 — Побуњена посада енглеског брода Баунти је оставила капетана брода Вилијама Блаја и његових 18 присталица у водама код Тахитија. Блај после 48 дана драматичне пловидбе и више од 3.500 миља успео да се домогне острва Тимор, близу Јаве.
- 1804 — Током Првог српског устанка у Земуну одржан састанак српских устаника и Турака, уз посредовање Аустрије. После неуспелих преговора о успостављању мира српски преговарачи се вратили у Остружницу и почели припреме за напад на Београд.
- 1892 - (16. априла по ј. к.) у Београду основана Српска књижевна задруга.
- 1919 — На Версајској мировној конференцији у Паризу, 32 државе, укључујући Краљевину Срба, Хрвата и Словенаца, прихватиле пакт о оснивању Лиге народа.
- 1939 — Адолф Хитлер одбацио немачко-пољски пакт о ненападању из јануара 1934. и немачко-британски уговор из јуна 1935.
- 1941 — Алојзије Степинац позвао свештенство да брани НДХ
- 1952 — Јапану је по споразуму из Сан Франциска враћен суверенитет који му је одузет после пораза у Другом светском рату
- 1969 — Председник Француске Шарл де Гол је дао оставку после референдума о регионализацији земље и реорганизацији Сената, на којем је већина Француза гласала против његових предлога.
- 1977 — Чланови немачке левичарске терористичке групе „Бадер-Мајнхоф“ осуђени на доживотне робије.
- 1980 — Државни секретар САД Сајрус Венс поднео оставку после неуспеле мисије командоса за спасавање америчких талаца у Ирану.
- 1992 — Прокомунистичка влада у Кабулу предала власт исламским герилцима, чиме је окончан четрнаестогодишњи грађански рат у Авганистану.
- 1995 — У експлозији гаса погинула најмање 103 становника јужнокорејског места Тегу.
- 1999 —
  - Влада Југославије Међународном суду правде у Хагу поднела тужбу против земаља НАТО-а због неовлашћене употребе силе у ваздушним ударима који су почели 24. марта.
  - Лидер Српског покрета обнове Вук Драшковић смењен са места потпредседника Владе Југославије због критика на рачун власти током ратног стања.
- 2001 — Бизнисмен из САД, Денис Тито, први човек који је платио лет у свемир (20 милиона долара), отпутовао је, с руском посадом, на Међународну свемирску станицу.
- 2002 — У паду хеликоптера у Русији погинуо губернатор сибирске области Краснојарск, генерал Александар Лебед, бивши саветник председника Русије Бориса Јељцина за безбедност, својевремено и председнички кандидат.
- 2004 — Снимци америчке ТВ ЦБС о злостављању ирачких заробљеника у ирачком затвору „Абу Граиб“, под контролом војске САД, изазвали шок у свету. Председник САД Џорџ Буш упутио јавно извињење ирачком народу за понижење које су претрпели ирачки затвореници и њихове породице.

## Рођења
- 1442 — Едвард IV, енглески краљ. (прем. 1483)
- 1906 — Курт Гедел, аустријско-амерички математичар, логичар и аналитички филозоф. (прем. 1978)
- 1926 — Харпер Ли, америчка списатељица. (прем. 2016)[1]
- 1928 — Ив Клајн, француски сликар и уметник перформанса. (прем. 1962)
- 1937 — Садам Хусеин, ирачки политичар, 5. председник Ирака. (прем. 2006)
- 1941 — Ен-Маргрет, шведско-америчка глумица, певачица и плесачица.
- 1941 — Лисјен Емар, француски бициклиста.
- 1942 — Александар Хрњаковић, српски глумац. (прем. 2014)
- 1943 — Беба Лончар, српска глумица.
- 1948 — Тери Прачет, енглески писац. (прем. 2015)
- 1949 — Пол Гилфојл, амерички глумац.
- 1950 — Џеј Лено, амерички комичар, глумац, ТВ водитељ, писац и продуцент.
- 1952 — Чак Левел, амерички музичар, најпознатији као клавијатуриста, члан група The Allman Brothers Band и The Rolling Stones.
- 1952 — Мери Макдонел, америчка глумица.
- 1952 — Антоније Ђорђевић, српски универзитетски професор и академик.[2]
- 1953 — Роберто Болањо, чилеански писац, песник и есејиста. (прем. 2003)
- 1958 — Ханка Палдум, босанскохерцеговачка певачица.
- 1960 — Валтер Зенга, италијански фудбалски голман и фудбалски тренер.
- 1961 — Ана Окса, италијанска певачица.
- 1967 — Кари Верер, америчка глумица и музичарка.
- 1970 — Владан Матић, српски рукометаш и рукометни тренер.
- 1970 — Дијего Симеоне, аргентински фудбалер и фудбалски тренер.
- 1971 — Бриџет Мојнахан, америчка глумица и модел.
- 1973 — Паулета, португалски фудбалер.
- 1974 — Пенелопе Круз, шпанска глумица.
- 1980 — Бредли Вигинс, британски бициклиста.
- 1980 — Каролина Гочева, македонска певачица.
- 1981 — Џесика Алба, америчка глумица.
- 1982 — Милутин Алексић, српски кошаркаш.
- 1982 — Крис Кејман, немачко-амерички кошаркаш.
- 1986 — Мартинас Поцјус, литвански кошаркаш.
- 1986 — Кери Сејбл, америчка порнографска глумица.
- 1987 — Андрија Прлаиновић, српски ватерполиста.
- 1987 — Зоран Тошић, српски фудбалер.
- 1987 — Робин Шулц, немачки музичар, ди-џеј и музички продуцент.
- 1988 — Хуан Мата, шпански фудбалер.
- 1989 — Јелена Брукс, српска кошаркашица.
- 1994 — Милош Дегенек, аустралијско-српски фудбалер.
- 1995 — Мелани Мартинез, америчка музичарка, глумица, редитељка, сценаристкиња, фотографкиња и визуелна уметница.
- 1999 — Алекс Виго, аргентински фудбалер.

## Смрти
- 1813 — Михаил Кутузов, руски фелдмаршал. (рођ. 1745)
- 1853 — Лудвиг Тик, немачки књижевник. (рођ. 1773)
- 1908 — Ристо Пророковић, српски писац и историчар. (рођ. 1869)
- 1918 — Гаврило Принцип, извршилац атентата на Франца Фердинанда, надвојводу Аустрије. (рођ. 1895)
- 1936 — Фуад I, египатски краљ. (рођ. 1868)
- 1936 — Игњат Јоб, југословенски сликар. (рођ. 1895)
- 1992 — Франсис Бејкон, енглески фигуративни сликар. (рођ. 1909)
- 1992 — Артур Леонард Шаулоу, амерички физичар, добитник Нобелове награде за физику. (рођ. 1921)
- 2002 — Александар Лебед, совјетски и руски официр и политичар
- 2009 — Татјана Арамбашин Слишковић, хрватска књижевница, новинарка и преводилац. (рођ. 1922)[3]
- 2012 — Милан Н. Поповић, српски психијатар, психоаналитичар и професор. (рођ. 1924)

## Празници и дани сећања
- Српска православна црква слави:
  - Свете апостоле Аристарха, Пуда и Трофима
  - Светог мученика Саву Готског
  - Свете мученице Василису и Анастасију
- Овај дан се у свету обележава као
  - Светски дан безбедности и здравља на послу